# Ветки (Глобинский район)
Ветки (укр. Вітки) — село,
Манжелиевский сельский совет,
Глобинский район,
Полтавская область,
Украина.
Код КОАТУУ — 5320685402. Население по переписи 2001 года составляло 7 человек.

## Географическое положение
Село Ветки находится в 3-х км от правого берега реки Псёл и в 3,5 км от села Манжелия.
Село указано на трехверстовке Полтавской области. Военно-топографическая карта.1869 года как хутор Витки.

## Экономика
- Молочно-товарная ферма.